# Jenny Holzer
Jenny Holzer (nacida el 29 de julio de 1950 en Gallipolis, Ohio) es una artista conceptual estadounidense. Holzer fue originalmente artista abstracta, pero después de trasladarse a Nueva York, comenzó a trabajar con textos. Estos han aparecido en camisetas, carteles, bancos de mármol incluso en envolturas de condones, sus palabras han sido proyectadas en edificios de gobiernos y corporativos de todo el mundo. Utilizando la retórica de los sistemas de información con el fin de hacer frente a las Injusticias.
Desde hace más de treinta años, Jenny Holzer ha presentado sus ideas, argumentos y penas en lugares públicos y exposiciones internacionales como el 7 World Trade Center, el Reichstag, la Bienal de Venecia, el Museo Guggenheim de Nueva York y Bilbao o el Whitney Museum of American Art.
Vive y trabaja en Nueva York desde que se mudó allí en la década de los 70.

## Biografía
Jenny Holzer se dio a conocer dentro del arte norteamericano en la década de los ochenta. Es durante sus estudios de máster, en 1975, cuando comienza a interesarse principalmente por el lenguaje, la instalación y el arte público, tomando, inicialmente, el espacio urbano como marco para sus proyectos. En su búsqueda de modos más directos para llegar con su mensaje artístico al público general, comienza a utilizar medios de comunicación no tradicionalmente artísticos, desde carteles y pancartas en la vía pública, hasta anuncios electrónicos y spots televisivos. Finalmente, adoptará los letreros electrónicos por lo que es conocida hoy: esculturas de señales electrónicas led que reproducen sus mensajes o textos en un constante bucle. Durante los últimos años ha desarrollado principalmente proyectos a gran escala para lugares públicos, con proyecciones de luz que iluminan fachadas en entornos urbanos, así ríos o montañas.

### Vida personal
Como persona, Jenny Holzer en una mujer de pocas palabras. Como artista es la mujer del millón de palabras. Hace treinta y nueve años que se trasladó a Nueva York y se alejó de la pintura tradicional para centrarse en el arte conceptual y su lenguaje cargado de lemas, frases, versos y citas. Vive entre su granja de Hoosick, Nueva York y su apartamento en Eldridge street en Manhattan.

### Cronología[4]de su vida
- 1950 Nace el 29 de julio en Gallipolis, Ohio.
- 1968 Ingresa en la Duke University, Durham, y en verano asiste a cursos en la Universidad de Ohio.
- 1970 Estudia durante un año dibujo y grabado en la Universidad de Chicago.
- 1972 Se gradúa en la Universidad de Ohio en la especialidad de dibujo y grabado.
- 1973 Realiza un viaje a Francia y España.
- 1975 Ingresa en la Rhode Island School of Design, donde obtiene un Máster en Bellas Artes dos años después. Comienza a utilizar la palabra escrita en sus obras.
- 1977 Se traslada a Nueva York, tras ser aceptada en el Independent Study Program del Whitney Museum of American Art.

## Prácticas y formas

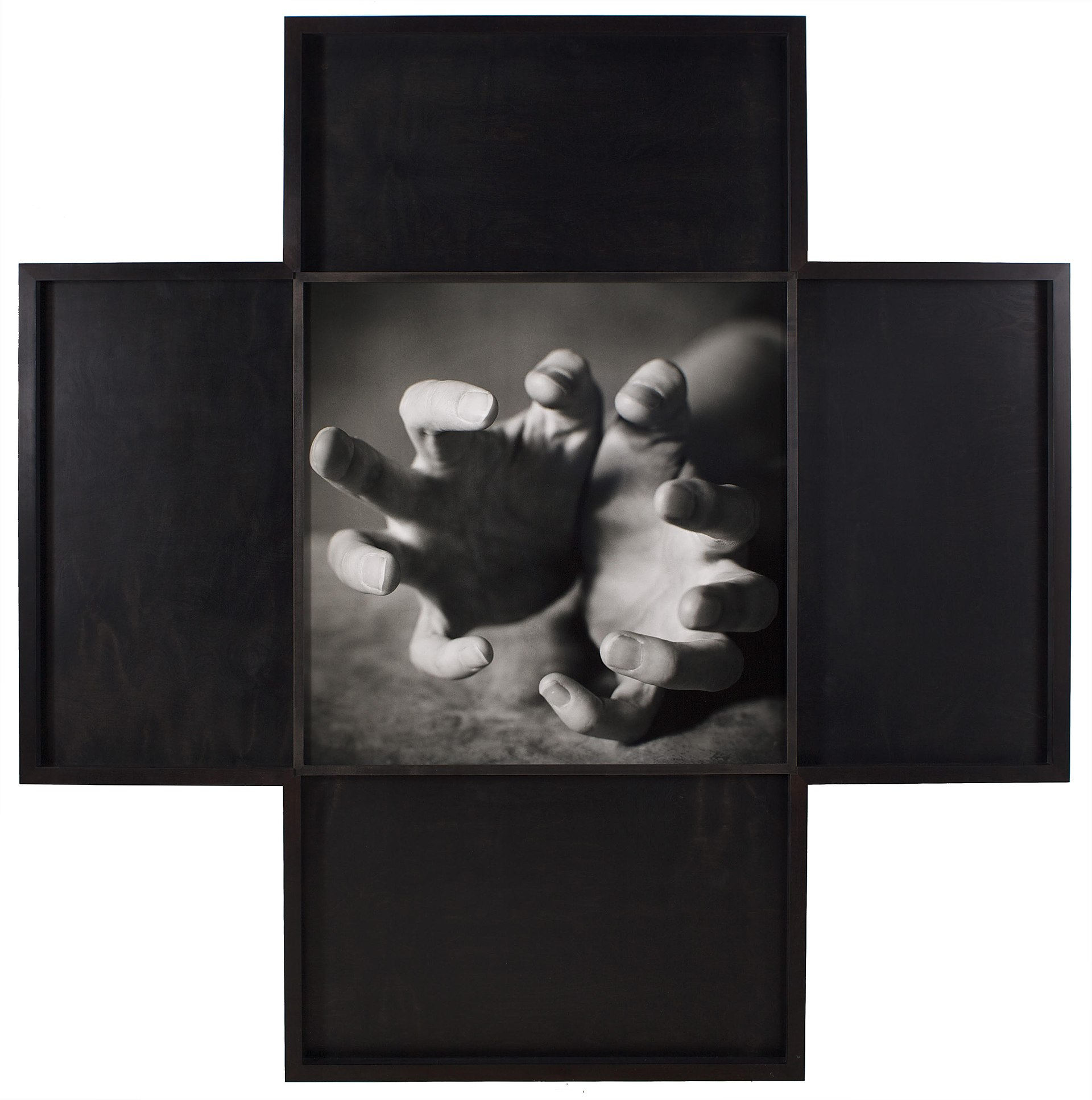
Las manos de Jenny Holzer, Foto de Oliver Mark, 1996

Jenny Holzer plantea con sus propuestas artísticas, y sirviéndose de la publicidad urbana, problemas y demandas sociales. En un primer momento la artista pegó sus obras mecanografiadas en la calle del Soho y en Manhattan. Posteriormente estas fueron impresas en camisetas, cabinas telefónicas y fachadas de edificios.
Utiliza los códigos comunicativos léxicos, aunque los modifica para enfatizar textos y voces proyectadas que los convierten en artificiosos medios de concienciación. Le dio así la vuelta radicalmente al modelo el lenguaje empleado por los artistas conceptuales. Los textos de la artista son directos, posiblemente por esto mismo son criticados; por esconder una supuesta ambición moralizante y didáctica a la vez. Mediante estos, Jenny Holzer transmite mensajes, sentencias, tesis y antítesis sobre cuestiones tabúes como sexo, violencia, amor, guerra y muerte.
Esta unión entre feminismo y posmodernismo tuvo como aportaciones destacables las obras de la década de los ochenta que señalamos más adelante. Jenny Holzer es una artista cuyas propuestas iconográficas plantean, en un mundo donde los medios de comunicación adquieren relevancia, cómo las imágenes y los símbolos alteran sus significados cuando se sitúan en contextos diferentes. De este modo, la artista cuestiona en sus obras los códigos visuales y verbales dominantes que aparecen en los mass media. Aspectos como originalidad, apropiación, autoría, discurso o deconstrucción, serán temas comúnmente abordados por esta artista. Los códigos visuales utilizados en su trabajo son innovadores y mediante ellos critica los estereotipos.
Sus códigos verbales consisten en mensajes cortos que la artista proyecta en edificios y otros elementos urbanos (bancos, fuentes, espacios publicitarios, etc.). Sus frases aparecieron en Times Square utilizando como soporte una pantalla electrónica en la que aparecían frases como “Protect me from what I want” o, “Abuse of power come as no surprise”.
En sus obras Truisms, Living y Survival, la ubicación y las dimensiones de las proyecciones pueden compararse al de los grandes espacios publicitarios, haciendo un paralelismo con aquellos mensajes que merecen la pena ser difundidos bajo el juicio de los que tienen los medios para difundirlos, y aquellos que representan pensamientos personales y “sin importancia” colectiva.

## Trayectoria y etapas
En los 70 se trasladó a Nueva York, donde vive desde entonces, concentrándose en el lenguaje como medio. Comenzó su primera serie llamada "Truisms", 1977-1979, estampando aforismos escritos en mayúsculas en camisetas y carteles que posteriormente distribuyó por la ciudad. Colgó en diferentes espacios de la ciudad sus mensajes: cabinas telefónicas, parquímetros y paredes. Las frases con aforismos o afirmaciones grotescas sobre las condiciones sociales, la política, la vida cotidiana, la violencia y la sexualidad e impulsaban al lector a acercase y a reflexionar.
Entre 1979 y 1982, Holzer creó otra serie de pósteres. "Inflamatory Essays" contiene breves textos inspirados en los escritos de Hitler, Lenin, Mao y Trotski, así como de filósofos y otras personalidades políticas. Posteriormente, Holzer inició una serie de paneles de bronce y otros metales con inscripciones de sus textos en gran tamaño, y los colocó en espacios públicos junto a las placas de bronce de consultorios médicos, galerías de arte, etc.   En 2018 muchos en la ceremonia anual de los Grammy vistieron rosas o ropas blancas en solidaridad con Time's Up; Lorde escribió: «My version of a white rose — THE APOCALYPSE WILL BLOSSOM — an excerpt from the greatest of all time, jenny holzer».
El mayor logro de Jenny Holzer fue utilizar el espacio público para insertar en el entorno urbano sus proyectos artísticos: el momento decisivo de su carrera fue en 1982, cuando presentó sus frases al público en forma de mensajes sobre una pantalla electrónica que cambiaba constantemente en Times Square. Holzer empleó el texto cambiante de la pantalla para presentar tesis y antítesis, incrementando así la intensidad de la provocación.
Entre 1983 y 1985, Holzer trabajó en su "Survival Series", que presentó en varias combinaciones de carteles electrónicos, pantallas electrónicas de tamaño reducido y mesas de control de iluminación fotográfica. Holzer ya sabía que este tipo de métodos publicitarios podía también funcionar en los espacios de los museos y galerías, aunque su efecto en estos espacios interiores fuera menos potente que en el mundo exterior.
Holzer también utilizó otros medios donde escribir sus mensajes. En 1986 creó "Under a Rock", bancos de piedra con textos grabados en los que podían sentarse los visitantes de la exposición. Durante el siguiente año, realizó varios sarcófagos de granito que también llevaban inscripciones para la misma serie.
En 1987, para su participación en la Documenta 8, utilizó en su instalación por primera vez estrechas bandas luminosas de colores donde las letras se movían de arriba abajo.
En 1989 se convirtió en la primera artista femenina elegida para representar a Estados Unidos en la Bienal de Venecia. También creó la serie “Laments”, su serie más personal, inspirada en la maternidad, la violación, el dolor, la tortura, da vida a la voz de trece personas de diferentes sexos y edad con sus frases. "Laments" vino durante la epidemia de sida, estos lamentos fueron exhibidos en el Dia del Art Fundation en trece sarcófagos de piedra y en trece letreros electrónicos led.
En 1992 crea la serie “War” que comenzó durante el conflicto del Golfo.
En 1993, el año en el que la guerra de Bosnia estaba en su punto más álgido, se publicó en la portada de la revista del Süddeutsche Zeitung un mensaje de Holzer impreso en tinta mezclada con la sangre de mujeres bosnias: “Donde mueren mujeres, estoy totalmente alerta”, que provocó un gran escándalo entre el público. El proyecto “Lustmord” fue escrito desde la posición del perpetrador del delito, la víctima y el observador. Dentro de cada uno hay varias voces, Jenny no quería que fuera narrado solamente desde el punto de vista de la mujer violada. Con este proyecto y la serie fotográfica "Sex Murder", 1993-1994, donde escribió frases sobre la piel de mujeres, Holzer quería llamar la atención sobre los numerosos crímenes sexuales y violaciones que se producían en Bosnia. Holzer siempre ha sido una firme defensora de los derechos humanos y de las mujeres.
En 1996 utilizó láseres para proyectar textos en el monumento conmemorativo de la batalla de Leipzig de 1813. Aquel mismo año la composición de “Arno” comenzó como un texto para un video dirigido por Mark Pellington, para Red Hot & Dance, una institución benéfica para la prevención del sida. Reescribió este texto para la Bienal de Florencia. El texto aparecía en letreros en un pabellón que compartía con Helmut Lang. A medianoche, el texto era proyectado en el río Arno, esta fue su primera proyección Xénon. Una variación de este texto está en el Guggenheim de Bilbao. Holzer siempre ha seguido la innovación en cuanto a materiales se refiere, siempre utilizando la tecnología más avanzada y los materiales más nuevos, de forma que su respuesta sea adecuada y contemporánea. Desde pantallas electrónicas tridimensionales, gráficos por ordenador, una instalación en el ciberespacio y anuncios para la cadena musical de televisión MTV. No obstante, independientemente del medio, sus mensajes son siempre punzantes emocionalmente y hacen que el lector se detenga a pensar.

## Trabajo

### Cronología de sus obras y exposiciones

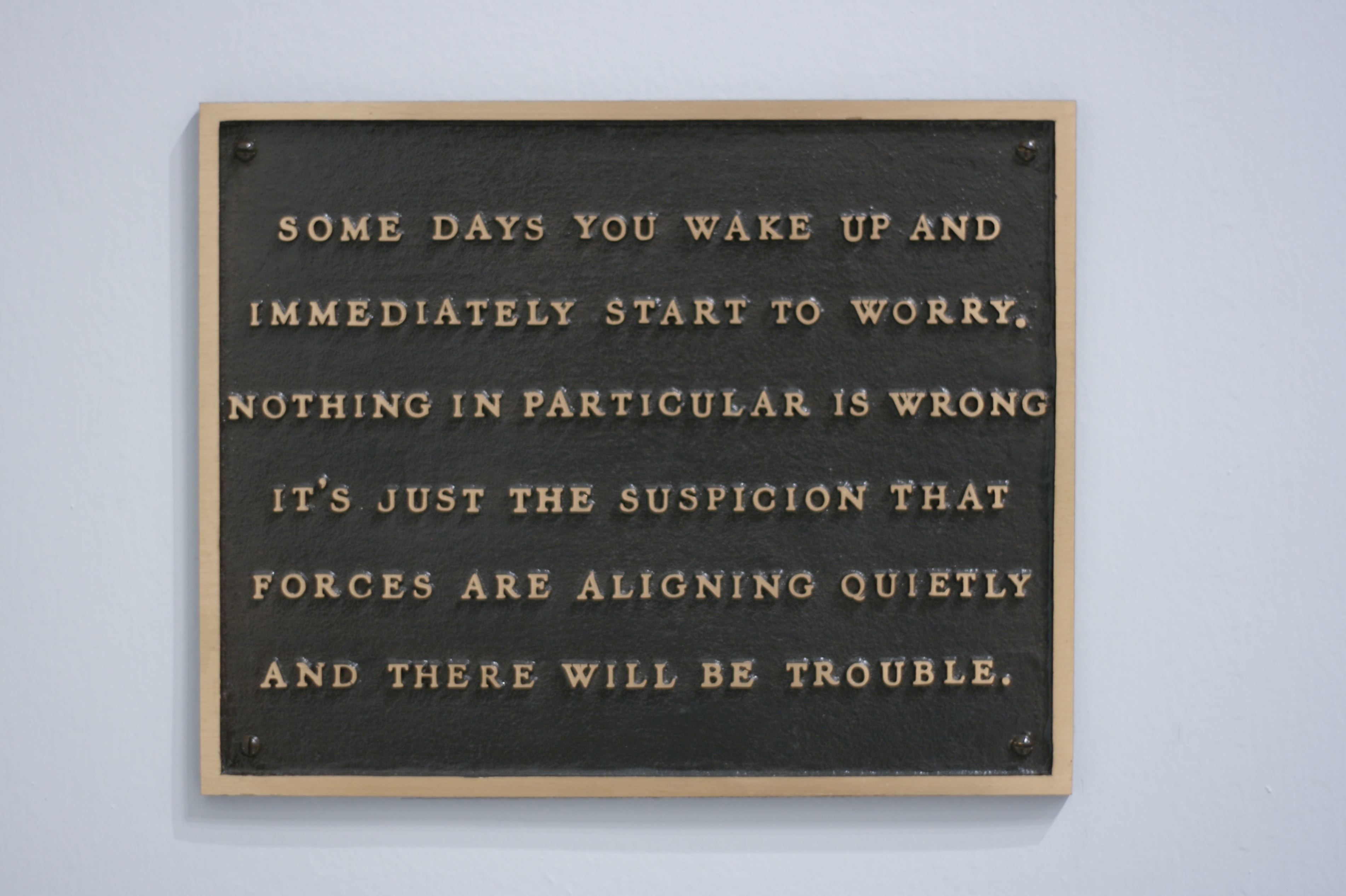
This sign, in the collection of MoMA, features text from Holzer's LIVING series.

1977 Crea la serie Truisms, un conjunto de grabados realizados con textos, que cuelga de modo anónimo en las paredes de Manhattan.
1978 Expone en el Institute for Art and Urban Resources, P.S.1 de Nueva York bajo el título Painted Room.
1979 Comienza la serie Inflamatory Essays.
1980 Junto al artista Peter Nadin, realiza The Living Series, que es expuesta por primera vez en la Galerie Rüdiger Schöttle de Múnich, y posteriormente en la Galerie Chantal Crousel de París.
1982 The Living Series es expuesta en la Barbara Gladstone Gallery de Nueva York. Participa en la Documenta 8 en Kassel, Alemania.
1983 Expone en el Institute of Contemporary Art, University of Pennsylvania.
1984 Expone en la Rotterdam Kunststichting de Róterdam, y en la Kunsthalle Basel, de Basilea. Comienza The Survival Series, compuesta de textos sobre cintas adhesivas plateadas y negras, acompañados en ocasiones por imágenes generadas por ordenador.
1985 Comienza la serie Under a Rock, para la que crea sus primeros bancos de granito.
1986 Expone la serie Signs en una muestra itinerante que se inaugura en diciembre en el Des Moines Art Center en Des Moines, Iowa.
1987 Expone en el Aspen Art Museum de Colorado; el Artspace de San Francisco, el Museum of Contemporary Art de Chicago, y el List Visual Arts Center del Massachusetts Institute of Technology.
1988 Expone en el Brooklyn Museum of Art de Nueva York.
Las series Signs y Under a Rock son expuestas en el Institute of Contemporary Arts de Londres. Realiza Art Breaks, una obra por la que parte de textos de series precedentes de la artista, son emitidos en intervalos aleatorios por la MTV.

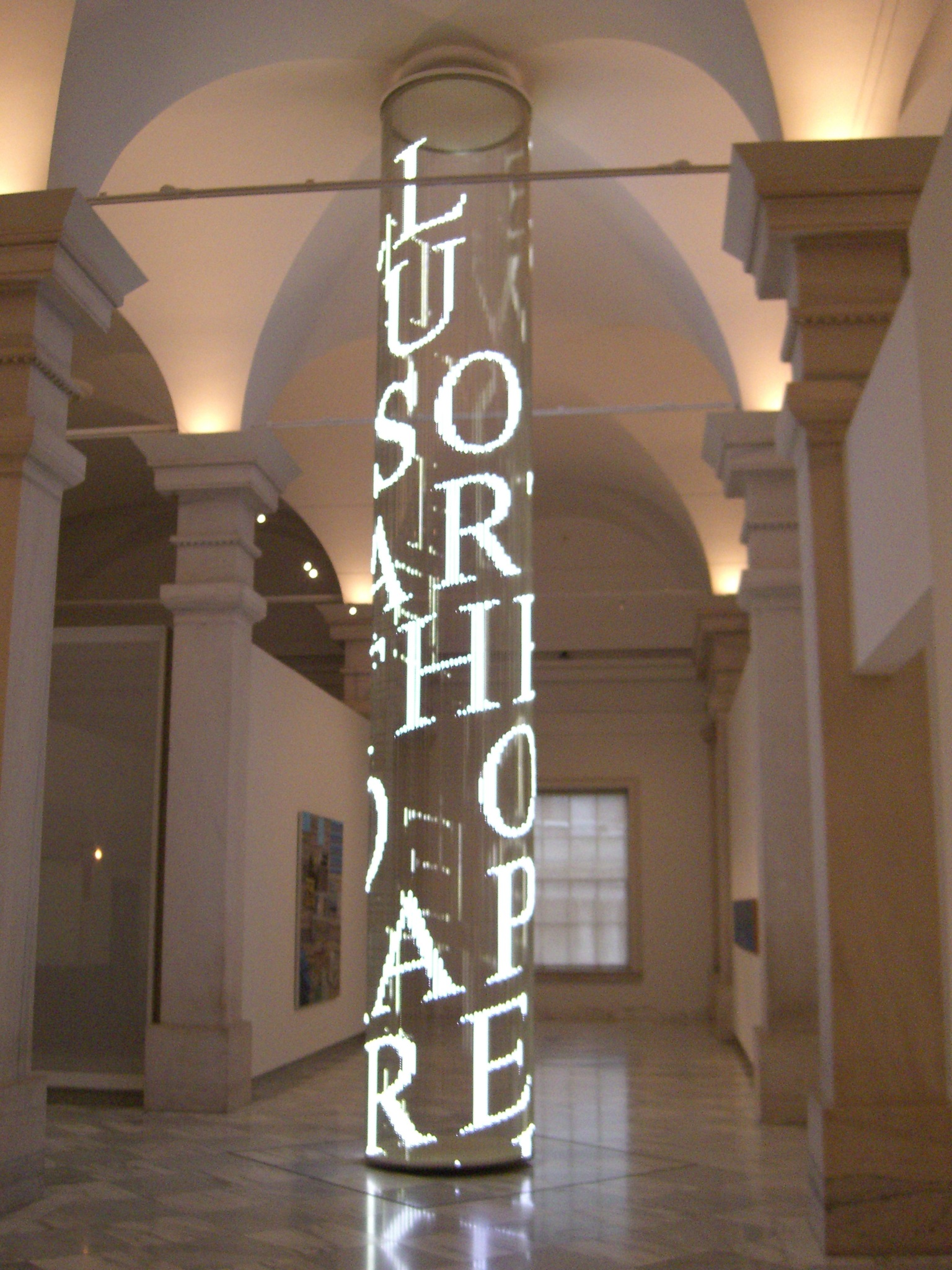
Sculptural installation for the Smithsonian American Art Museum.

1989 Expone en el Solomon R. Guggenheim Museum de Nueva York, en una exposición en la que sus textos son proyectados en el interior del edificio de Frank Lloyd Wright.
Realiza también una exposición individual en el Art Foundation day de Nueva York, en la que expone la serie Laments.
1990 Participa en la XLIV Biennale di Venezia, la instalación mostrada en Venecia, se exhibe después en la Städtische Kunsthalle de Düsseldorf.
1991 Expone la instalación de la Biennale 1990 en Louisiana Museum for Moderne Kunst en Humlebaek, Dinamarca; la Albright–Knox Art Gallery de Búfalo; el Walker Art Center de Mineápolis, y el Dallas Museum of Art.
1992 Expone en la Ydessa Hendeles Art Foundation de Toronto.
1993 Expone en el castillo Ujazdowski en Varsovia, y en la Haus der Kunst de Múnich.
1994 Expone en Japón, en el Contemporary Art Center de Mito, y en la Art Gallery Atrium de Fukuoka.
1995 Expone la serie Laments en el Williams College Museum of Art de Williamstown, Massachusetts.
1996 La instalación Lustmord, realizada a partir de trescientos huesos humanos, se muestra en el Kunstmuseum des Kantons Thurgau en Warth, Suiza.
1997 Expone Laments en el Contemporary Arts Museum de Houston.
Realiza expresamente la obra Installation for Bilbao para la muestra inaugural del Museo Guggenheim Bilbao.
1998 Expone en el Instituto Cultural Itaú de São Paulo, Brasil.
1999 Expone en el Centro Cultural Banco do Brasil en Río de Janeiro, Brasil.
2000 La Fundación Proa, en Buenos Aires, expone varias instalaciones de la artista.
2001 Expone en la Neue Nationalgalerie de Berlín y en el CAPC - Musée d'art contemporain de Burdeos, Francia.
Participa en el Festival d'Automne de París, con una instalación en la Chapelle Saint-Louis.
2002 Expone en el Mönchehaus Museum für Moderne Kunst en Goslar, Alemania.
2004 El Housatonic Museum of Art de Bridgeport, Connecticut, realiza la exposición Interface: Jenny Holzer and Media Art. Expone en la Kunsthaus Bregenz en Austria.
2006 Es seleccionada junto a Daniel Buren y Liam Gillick para participar en un concurso del Museo Guggenheim Bilbao con el objetivo de crear una obra de arte, integrada en la arquitectura del Museo, sobre el Puente de la Salve para así celebrar el Décimo Aniversario del Museo.

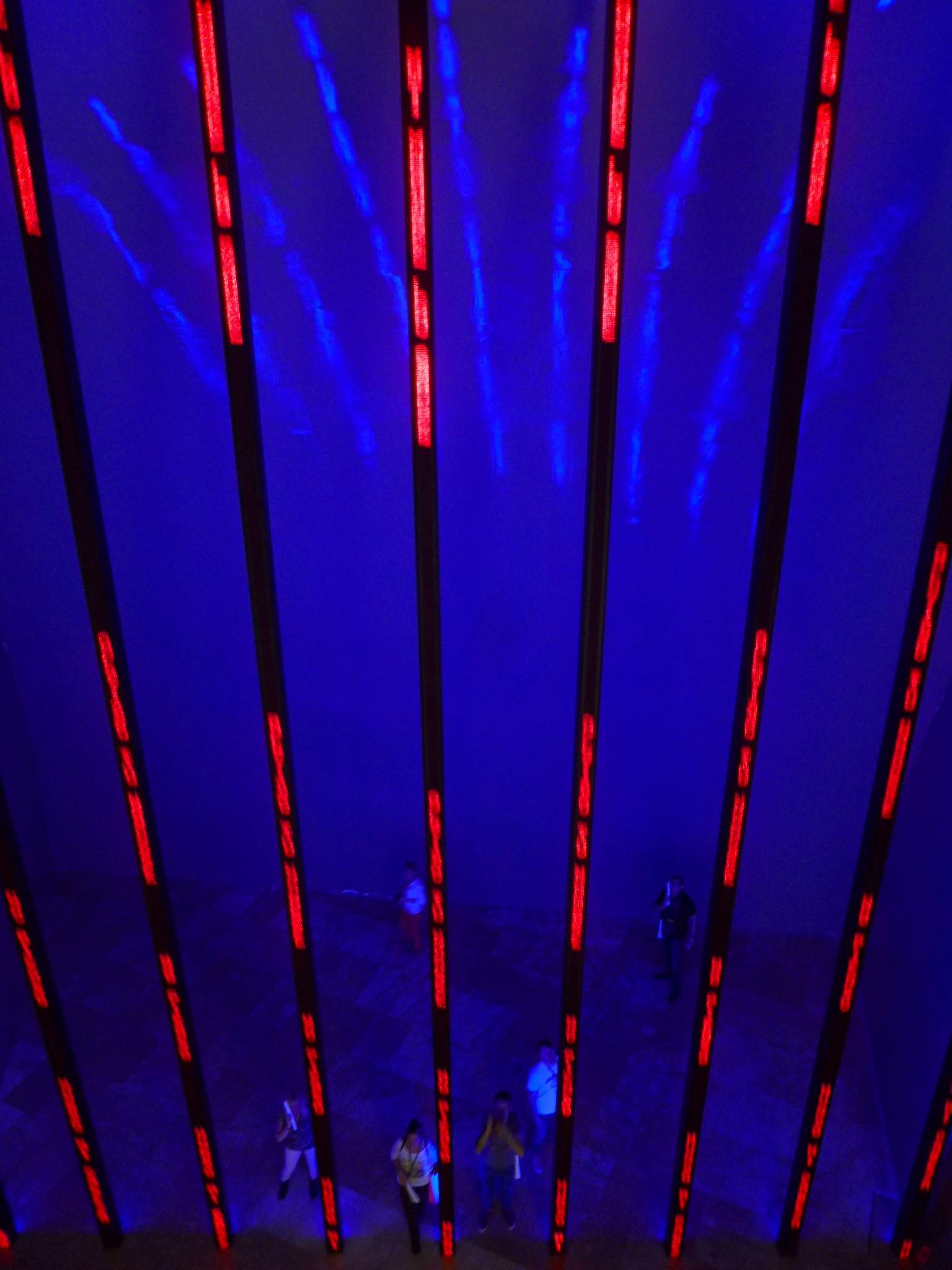
Installation for Museo Guggenheim Bilbao.

2007 Participa en la LII Biennale di Venezia, Venecia.
Expone en el Massachusetts Museum of Contemporary Art; expone por primera vez en Estados Unidos instalaciones de proyecciones para interior, que exhiben nuevas pinturas en la exposición Jenny Holzer – Projections.
2008 Se inaugura en el Museum of Contemporary Art de Chicago, la muestra Jenny Holzer: PROTECT PROTECT, que viaja posteriormente al Whitney Museum of American Art de Nueva York, y a la Fundación Beyeler de Riehen en Suiza.
Realiza la instalación For the Guggenheim en el Solomon R. Guggenheim Museum de Nueva York.
Participa en la exposición The Missing Peace: Artists Consider the Dalai Lama en el Yerba Buena Center for the Arts de San Francisco.
Posteriormente esta muestra viaja a Tokio, al Daikanyama Hillside Terrace, y la Fundación Canal de Madrid.
2010 Instala sendas proyecciones en el Institute of Contemporary Art de Boston, Massachusetts, y en el Portland Museum of Art en Portalnd, Maine.
El Museum of Contemporary Art de Chicago, y la Fondation Beyeler en Basilea, Suiza coorganizan la exposición Jenny Holzer, que después se presentará en el BALTIC Center for Contemporary Art de Gateshead, Reino Unido, y en la DHC/ART en Montreal, Canadá. Expone en la Skarstedt Gallery de Nueva York; la Galerie Yvon Lambert de París; y la Talbot Rice Gallery en la Universidad de Edimburgo.
2011 La Neue National galerie de Berlín, inaugura una muestra homónima de la artista.
Su obra forma parte de muestras colectivas en el Skulpturenpark Köln de Colonia; el Museu de Arte Contemporânea Serralves en Oporto; el Museum on the Seam en Jerusalén; el Stedelijk Van Abbemuseum en Eindhoven, Países Bajos; y el Kunstsammlung Nordrhein-Westfalen en Düsseldorf, Alemania.
2015 Expone en el Museo Correr de Venecia su nueva serie, War Paintings.

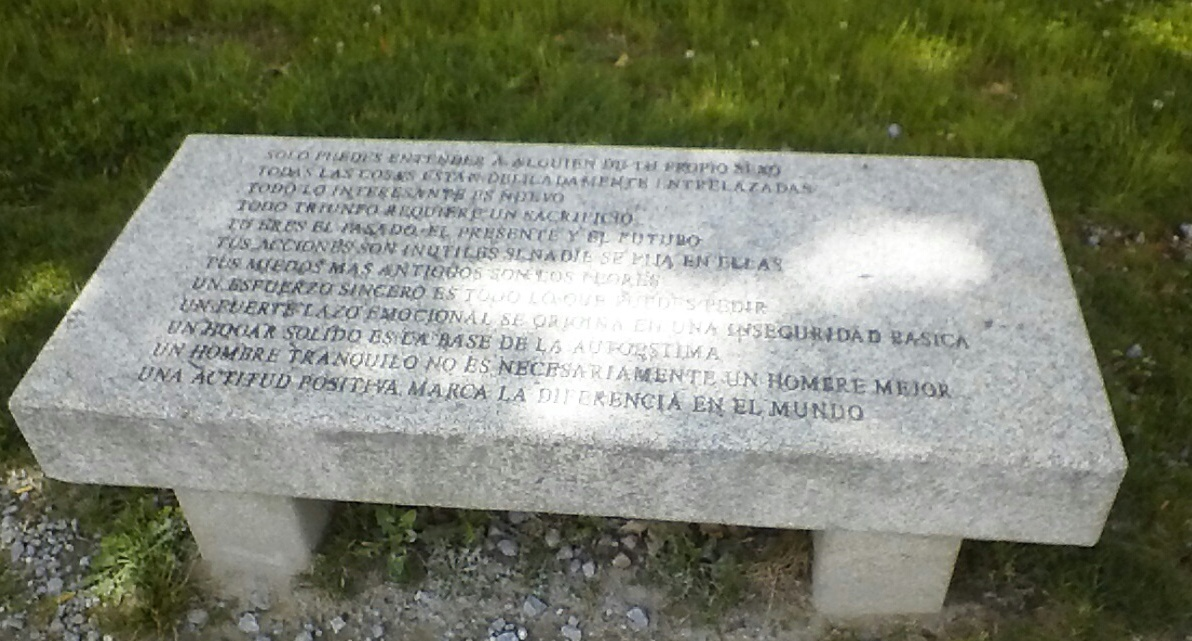
Banco de piedra en el Parque de la Isla de las Esculturas, Pontevedra.

### Cronología de proyecciones[20]
1996 Florencia.
1998 Roma y Viena.
1999 Río de Janeiro y Venecia.
2000 Oslo, Buenos Aires. New Castle y Gateshead, Reino Unido.
2001 Berlín. Monterrey, La Huasteca y Loma Larga en México. Bordeaux, Pyla-sur-Mer y París en Francia.
2002 Goslar, Alemania.
2003 Liverpool, Cannes, Venecia, Brakel en Alemania y Turín, Italia.
2004 Bregenz, Feldkirch, Hohenems, Vorarlberg y Lech en Austria. Duisburg en Alemania, Tongeren en Bélgica, Nueva York, Washington y Miami.
2005 Karlstand, Suiza y Nueva York.
2006 Dublín y Londres en Inglaterra. Viena, Italia. Singapur, Nápoles y Providence, Estados Unidos.
2007 San Diego, Washington, North Adams en Estados Unidos. Milán y Roma, Italia. Toronto, Canadá.
2008 Nueva York y Chicago.
2009 Siena, Itlaia. París, Praga y Melbourne, Australia.
2010 Boston y Portland
2011 Poznan y Krakovia en Polonia.

### Libros
1979 A Little Knowledge.
1980 Black Book; Hotel; Living.
1981 Eating Friends; Eating Through Living.
1983 Truisms and Essays.
1990 Laments.
1991 The Venice Installation.
1996 Writing.
1997 Lustmord.
2004 Truth Before Power.
2006 Die Macht Des Wortes / I Can’t Tell You.
2007 Redaction Paintings.
2013 Endgame.
2014 Projections.

## Reconocimientos

### Cronología de sus reconocimientos[21]
- 1982 Recibe el Blair Award, del Art Institute of Chicago.
- 1990 Participa en la XLIV Biennale di Venezia. donde se le concede el León de Oro al mejor pabellón, la instalación mostrada en Venecia.
- 1994 Recibe la Skowhegan Medal for Installation de la Skowhegan School of Painting and Sculpture en Maine. Es nombrada Doctora honoris causa por la Universidad de Ohio, Athens.
- 1996 Se le concede el Crystal Award, entregado por el World Economic Forum, en Ginebra.
- 2002 Es nombrada Chevalier de l'Ordre des Arts et des Lettres por la República Francesa. Recibe el Premio Kaiserring, de la ciudad de Goslar.
- 2004 Recibe el Public Art Network Award otorgado por Americans for the Arts, Washington D. C., y Nueva York.
- 2011 Se le concede la medalla de distinción del Barnard College de Nueva York.

### Títulos honorarios
- Universidad de Ohio.
- Williams College, Massachusetts.
- La escuela de diseño de Rhode Island.
- The New School, Nueva York.
- Smith college, Massachusetts.